# Sankt-Peterburg Lions
I Sankt-Peterburg Lions in russo Санкт-Петербург Лайонс? sono stati una squadra russa di pallacanestro con sede a San Pietroburgo e centro allenamenti a Varese.

## Storia
Il club nacque nel 2000 quando Jordi Bertomeu, presidente della nuova Eurolega organizzata dall'ULEB, contattò l'agente Luciano Capicchioni per proporgli di creare una nuova squadra da far partecipare alla competizione, la quale si contrapponeva alla Suproleague organizzata dalla FIBA. All'epoca, a livello di coppe europee, le squadre del campionato russo potevano infatti partecipare solo a competizioni FIBA, in virtù dell'accordo tra la federbasket nazionale e la FIBA Europe.
Capicchioni accettò la proposta di Bertomeu e allestì una formazione che prese parte alla sola Eurolega 2000-2001, senza partecipare dunque al campionato nazionale. La squadra, che si allenava a Varese e volava a San Pietroburgo per disputare le proprie partite interne, chiuse la fase a gironi con un bilancio di due vittorie e otto sconfitte, mancando la qualificazione alle Top 16.
Nella stagione successiva, le due competizioni ULEB e FIBA si fusero insieme creando l'Eurolega attuale. Capicchioni, che aveva un accordo di durata solo annuale con ULEB, cessò così le operazioni del club pietroburghese e proseguì l'attività in Austria agli Arkadia Traiskirchen Lions.

## Roster 2000-2001
| Sankt-Peterburg Lions 2000-2001 | Sankt-Peterburg Lions 2000-2001 |
| Giocatori                       | Staff tecnico                   |
| ------------------------------- | ------------------------------- |

| N. | Naz.                                    | Ruolo | Nome              | Anno | Alt.   | Peso   |  |
| -- | --------------------------------------- | ----- | ----------------- | ---- | ------ | ------ |  |
| 4  | Jugoslavia (bandiera)                   | G     | Miljan Vesković   | 1979 | 196 cm |        |  |
| 5  | Slovenia (bandiera) · Italia (bandiera) | AG    | Marko Verginella  | 1978 | 203 cm | 101 kg |  |
| 6  | Slovenia (bandiera)                     | C     | Marijan Kraljevič | 1970 | 212 cm |        |  |
| 7  | Russia (bandiera)                       | AG    | Evgenij Kisurin   | 1969 | 206 cm | 105 kg |  |
| 8  | Croazia (bandiera)                      | AP    | Bojan Brkic       | 1976 | 200 cm |        |  |
| 9  | Austria (bandiera)                      | GA    | Stjepan Stazić    | 1978 | 199 cm | 95 kg  |  |
| 10 | Russia (bandiera)                       | AG    | Andrej Mal'cev    | 1966 | 207 cm | 110 kg |  |
| 11 | Stati Uniti (bandiera)                  | AP    | Derrek Hamilton   | 1966 | 194 cm | 102 kg |  |
| 13 | Jugoslavia (bandiera)                   | C     | Dževad Alihodžić  | 1969 | 208 cm | 112 kg |  |
| 14 | Russia (bandiera) · Grecia (bandiera)   | P     | Sergej Bazarevič  | 1965 | 191 cm | 79 kg  |  |
| 16 | Stati Uniti (bandiera)                  | AP    | Steven Edwards    | 1973 | 198 cm |        |  |
| 17 | Stati Uniti (bandiera)                  | P     | Keith Jennings    | 1968 | 170 cm | 73 kg  |  |
| 33 | Russia (bandiera) · Ucraina (bandiera)  | G     | Bogdan Karebin    | 1978 | 200 cm |        |  |

| Allenatore                       |
| - Miodrag Vesković               |
| Assistente/i                     |
| - Nessuno Legenda - (C) Capitano |